# إيرنيستو أراكاكي
إيرنيستو أراكاكي (بالإسبانية: Ernesto Arakaki)‏ هو لاعب كرة قدم ومدرب كرة قدم بيروفي، ولد في 13 يونيو 1979 في ليما في بيرو. شارك مع منتخب بيرو تحت 17 سنة لكرة القدم ومنتخب بيرو لكرة القدم. أما مع النوادي، فقد لعب مع أليانزا ليما وسيينسيانو.

## مسيرته الكروية
لعب إيرنيستو أراكاكي خلال مسيرته الاحترافية مع 3 أندية في اثنا عشر موسمًا وسجل خلالها 26 هدفًا ضمن 411 مباراة. ولم يفز بأي موسم بالكأس وفاز في أربعة مواسم بالدوري.
خاض إيرنيستو أراكاكي مسيرته مع ديبورتيفو مانيسيبال ‏ في عامي 1998-2000 ولمدة موسمين، مشاركًا في 50 مباراة ولم يسجل أي هدف. ثم انتقل إلى نادي أليانزا ليما في موسم 2000 ليلعب معه تسعة مواسم، حيث شارك في 325 مباراة سجل خلالها 24 هدفًا. لينتقل بعدها إلى نادي سيينسيانو ما بين عامي 2009 و2010 لمدة موسم واحد، مشاركًا في 36 مباراة سجل خلالها هدفين.

## وصلات خارجية
- إيرنيستو أراكاكي على موقع قاعدة بيانات كرة القدم.إي يو (الإنجليزية)
- إيرنيستو أراكاكي على موقع ناشيونال فوتبول تيمز (الإنجليزية)